# Thor Able II
Thor Able II – amerykańska trójstopniowa rakieta nośna produkowana przez firmę Douglas Aircraft Company. Była modyfikacją rakiety Thor Able. Różniła się od niej ulepszonym silnikiem 2. członu i obecnością 3. stopnia na paliwo stałe. Startowała ośmiokrotnie, z czego pierwszych 6 startów było testowymi lotami balistycznymi z wykorzystaniem dwóch pierwszych stopni. Ostatnim lotem wyniosła pierwszego satelitę meteorologicznego TIROS 1.

## Chronologia
1. 23 stycznia 1959, ? GMT; s/n 128; miejsce startu: Przylądek Canaveral (LC17A), USA
Ładunek: RVX-1; Uwagi: start nieudany – pierwszy człon wyłączył się o złym czasie. Częściowe niepowodzenie. Misja testowa rakiety.
2. 28 lutego 1959, 07:58 GMT; s/n 131; miejsce startu: Przylądek Canaveral (LC17A), USA
Ładunek: RVX-1; Uwagi: start udany, misja testowa rakiety.
3. 21 marca 1959, 06:19 GMT; s/n 132; miejsce startu: Przylądek Canaveral (LC17A), USA
Ładunek: RVX-1; Uwagi: start udany, misja testowa rakiety.
4. 8 kwietnia 1959, 06:35 GMT; s/n 133; miejsce startu: Przylądek Canaveral (LC17A), USA
Ładunek: RVX-1; Uwagi: start udany, misja testowa rakiety.
5. 21 maja 1959, 06:40 GMT; s/n 135; miejsce startu: Przylądek Canaveral (LC17A), USA
Ładunek: RVX-1; Uwagi: start udany, misja testowa rakiety.
6. 11 czerwca 1959, 06:44 GMT; s/n 137; miejsce startu: Przylądek Canaveral (LC17A), USA
Ładunek: RVX-1; Uwagi: start udany, misja testowa rakiety.
7. 17 września 1959, ? GMT; s/n 136; miejsce startu: Przylądek Canaveral (LC17A), USA
Ładunek: Transit 1A; Uwagi: start nieudany – brak zapłonu w 3. członie
8. 1 kwietnia 1960, 11:40:09 GMT; s/n 148; miejsce startu: Przylądek Canaveral (LC17A), USA
Ładunek: TIROS 1; Uwagi: start udany